# Phoenix Roadrunners (WHL)
Die Phoenix Roadrunners waren ein US-amerikanisches Eishockeyfranchise der Western Hockey League aus Phoenix, Arizona.  

## Geschichte
Das Franchise der Victoria Maple Leafs aus der Western Hockey League wurde zur Saison 1967/68 nach Phoenix, Arizona, umgesiedelt und änderte seinen Namen in Phoenix Roadrunners. Die beiden erfolgreichsten Jahre in der Teamgeschichte waren die Spielzeiten 1972/73 und 1973/74, in denen die Mannschaft den Lester Patrick Cup gewann. 
Im Anschluss an die Saison 1973/74 wurde die WHL aufgelöst und auch die Phoenix Roadrunners stellten den Spielbetrieb ein. Die Lücke in der Stadt füllte zur Saison 1974/75 ein gleichnamiges Franchise aus der World Hockey Association.

## Saisonstatistik
Abkürzungen: GP = Spiele, W = Siege, L = Niederlagen, T = Unentschieden, OTL = Niederlagen nach Overtime SOL = Niederlagen nach Shootout, Pts = Punkte, GF = Erzielte Tore, GA = Gegentore, PIM = Strafminuten
| Saison  | GP | W  | L  | T  | OTL | SOL | Pts | GF  | GA  | Platz   | Playoffs           |
| 1967/68 | 72 | 28 | 40 | 4  | —   | —   | 60  | 215 | 276 | 4., WHL |                    |
| 1968/69 | 74 | 21 | 41 | 12 | —   | —   | 54  | 199 | 282 | 5., WHL |                    |
| 1969/70 | 73 | 27 | 34 | 12 | —   | —   | 66  | 252 | 257 | 5., WHL |                    |
| 1970/71 | 72 | 36 | 27 | 9  | —   | —   | 81  | 271 | 234 | 2., WHL |                    |
| 1971/72 | 72 | 40 | 27 | 5  | —   | —   | 85  | 283 | 235 | 2., WHL |                    |
| 1972/73 | 72 | 37 | 26 | 9  | —   | —   | 83  | 310 | 250 | 1., WHL | Lester Patrick Cup |
| 1973/74 | 78 | 43 | 32 | 3  | —   | —   | 89  | 300 | 273 | 1., WHL | Lester Patrick Cup |